# デイヴ・マタックス
デイヴ・マタックス（Dave Mattacks、1948年3月13日 - ）は、イングランドのロックおよびフォーク・ドラマー。フェアポート・コンヴェンションでの活動で知られるマタックスは、セッション・ミュージシャンとして、またパフォーマンス・アーティストとしても活動している。ドラム以外にもキーボード奏者としても活躍しており、スタジオ録音ではベースを演奏することもあった。 
彼は、ドラムを始める前に、ピアノの調律師として訓練を受けていた。いくつかのジャズ・バンドで演奏した後、1969年8月にイギリスのフォークロック・バンド、フェアポート・コンヴェンションに参加し、1997年まで活動した。 1998年にアメリカのマサチューセッツ州マーブルヘッドに移り住み、スタジオ・ミュージシャン、音楽プロデューサー、スーパー・ジーニアス・バンドのメンバーとして活躍する一方、イギリス、ヨーロッパ、オーストラリアで定期的にツアーを行っている。 

## フェアポート・コンヴェンション
1969年5月12日に高速道路M1での交通事故で亡くなったマーティン・ランブルの後任としてフェアポート・コンヴェンションのドラマーを務めた。マタックスは1972年初頭にフェアポート・コンヴェンションを脱退し、アルビオン・カントリー・バンドに加入した。 その間、モリス・オン・プロジェクト、ニック・ドレイクのブライター・レイター、スティーヴ・アシュリーの「ストロール・オン」セッション、スティーライ・スパンのデビュー・アルバム『ハーク! ザ・ヴィレッジ・ウェイト』、ジョン・マーティンの「ソリッド・エア」、 ハーヴェイ・アンドリュースのアルバム『ライター・オブ・ソングス (Writer of Songs)』など数多くのスタジオ録音にも参加していた。彼は1973年のアルバム『ロージー』の完成に向けて、バンドのラインナップを一新したフェアポート・コンヴェンションに戻ってきた。 
マタックスはアルバム『ナイン』(1974年)にも参加しているが、エンジニアのグリン・ジョンズとの口論の後、後続のアルバム『ライジング・フォー・ザ・ムーン』の制作途中で脱退している。マタックスの1970年代後半のスタジオ録音への参加はブライアン・イーノによるアート・ロックのスタジオ・アルバム『ビフォア・アンド・アフター・サイエンス』や801の『リッスン・ナウ』、アシュリー・ハッチングス関連のフォーク・ロック・プロジェクト(The Compleat Dancing Master、Son of Morris Onなど)などがある。また、リチャード・トンプソンのツアー・ドラマーとしての地位を確立し、トンプソンのスタジオ・アルバムのいくつかに参加している。 
1985年にフェアポート・コンヴェンションが6年ぶりに再結成されたとき、マタックスはドラマーとして採用された。彼はまだ始まったばかりのクロップレディ・フェスティバルでの年に一度の再結成の際にはすでに彼らと一緒に演奏していた。マタックスは1997年までフェアポートに在籍していた。

## その他のコラボレーション
ツアーとレコーディング： 
- ケイト&アンナ・マクギャリグル
- クリス・レア
- ラルフ・マクテル
- ザ・チルズ
- ミッキー・ジャップ
- エヴリシング・バット・ザ・ガール
- リチャードトンプソン
- ジョージィ・フェイム
- ジェスロ・タル
- アシュリー・ハッチングス
- アルビオン・バンド
- スティーライ・スパン
- フィースト・オブ・フィドルス
- ジミー・ペイジ (映画『ロサンゼルス』のサウンドトラック)
- ジュディス・オーエン
- ニック・ヘイワード[6]
- アンディ・フェアウェザー・ロウ (La Booga Rooga)[7]

ツアー： 
- グレイ・デリスル
- ロザンヌ・キャッシュ

レコーディング： 
- ジュディス・ダーハム
- マイク・ヘロン
- インクレディブル・ストリングス・バンド
- エルトン・ジョン (『アイス・オン・ファイアー』『レザー・ジャケッツ』)
- XTC
- ポール・マッカートニー (『タッグ・オブ・ウォー』『パイプス・オブ・ピース』『フラワーズ・イン・ザ・ダート』『ラン・デヴィル・ラン』)
- ジョージ・ハリスン (『想いは果てなく〜母なるイングランド』『ゴーン・トロッポ』)
- キャット・スティーヴンス (Back to Earth)
- ラウドン・ウェインライト3世
- メアリー・チェイピン・カーペンター (A Place in the World、Time* Sex* Love*)
- ブライアン・イーノ
- アリソン・モイエ
- マレー・ヘッド (Voices)
- マーティン・フィリップス
- ジョーン・アーマトレイディング (Joan Armatrading、The Shouting Stage)
- ザ・プロクレイマーズ
- ゲイリー・ブルッカー
- エルキー・ブルックス (Pearls II)
- ニック・ドレイク
- ミッチ・ウィンストン
- リアン・キャロル
- サンディ・デニー
- スーパー・ジーニアス
- フォー・ピース・スート
- バーバラ・ディキンソン
- The Happy Kenneths
- ザ・バロン・ナイツ
- ビヴァリー・クレイヴェン (Beverley Craven)
- セバスチャン・サンタ・マリア
- シェラー・マクドナルド
- シャーリー・コリンズ
- カジャグーグー
- スパイロジャイラ
- ビル・ネルソンズ・レッド・ノイズ
- ブルックス・ウィリアムズ
- 高橋鮎生
- デブラ・コーワン
- マイケル・ワン
- エレイン・オローク
- ドリーム・アカデミー
- サリー・オールドフィールド (Easy)
- フィル・マンザネラ
- スティーヴ・ハーレイ (Yes You Can)
- ジョン・シャイン
- ジョン・マーティン
- キャメル
- クリス・デ・バー
- マシュー・フィッシャー
- メアリー・アン・レドモンド
- クリス・スペディング